# 郑效峰
郑效峰（1916年3月15日—1993年11月1日），原名郑德风，湖南耒阳县城厢人。為中国人民解放军将领、中国人民解放军开国少将。

## 生平

### 中华民国
小时读过三年半私塾。1927年，郑效峰参加儿童团，随后又加入了共青团、反帝拥苏大同盟及互济会等革命组织。1928年1月，郑效峰随父郑厚珍（郑席之）及三个姐夫参加了朱德、陈毅领导的湘南暴动，之后随起义武装，编入中国工农革命军，并进入井冈山后，在红四军一师任司号员，随部转战闽西，参加了打永新、遂川、茅坪、郴州等地战斗等中央红军五次反围剿战争。父亲在井冈山因病去世后，他随中央红军参加长征，担任红一军团保卫局侦查科副科长。1932年，转入中国共产党。
1934年9月，担任红一军团保卫局任侦察科长。1935年1月，中央红军在赤水时，右纵队红一军团在四川的大邑坝遭遇川军的截击，郑效峰率队执行侦查任务时与川军率先发生遭遇战，并展开反冲锋，击退川军，但身负重伤，两颗子弹击中左肺，当场昏迷；后经保卫局长罗瑞卿决定抬走。醒来后，林彪、聂荣臻、左权等人看望，表示会带其继续长征，并配给一位警卫员和四位担架员。由于郑效峰伤势严重，伤口很快开始流血化脓。部队在贵阳时，他咬牙自己往山上爬，恰逢罗瑞卿骑骡子遇到，将骡子交给郑效峰用。郑效峰最终成功抵达宿营地，期间傅连暲做了两次手术，但由于伤口距离心脏太近而无法取出子弹。红军经过四川天泉后，郑效峰伤势逐渐康复，并成功越过雪山。1935年10月，郑效峰顺利抵达陕北根据地，之后迅速住院，并在傅连暲与日本医生的两次手术后，通过锯子锯断两根肋骨，最终在心脏旁取出子弹。伤愈后，郑效峰在陕北红军大学学习，毕业后任中央军委后方总政治部保卫科长、巡视员等职。西安事变爆发后，他组织便衣人员，承担周恩来赴西安的保卫工作。
抗日战争爆发后，郑效峰先后担任军委一局指导员、三局通讯大队教导员，直接负责包括毛泽东等中共中央的警卫工作。1939年，任总政治部总务科长。1941年，任延安抗日军政大学二大队队长。1942年，调中央党校学习。抗日战争结束后，1945年郑效峰随军奔赴东北，出任东北民主联军七纵二十旅五十八团政委。1946年11月，担任辽宁一军分区（通化）政治部主任。1947年7月至12月，担任辽宁军区第一军分区政治部主任。1948年2月，担任辽宁军区独立一师政治部主任（师长赵杰、副师长夏德胜、副政委马毅之、参谋长罗春生）。1948年2月，辽宁军区组建东北人民解放军独立第一师，担任政治部主任（至1948年11月）。同年担任第四野战军一五三师政治部主任、一五三师政委（师长杨树元）等职。先后率部队参加了抚顺战役、四平战役、临江战役、长春围困战、辽沈战役、平津战役等。在辽沈战役中，1948年10月，他担任解放军的首席谈判代表，力促中华民国国军第53军起事（具体谈判由陆荧完成）。1949年，第四野战军南下渡江作战中，郑效峰率部从黄冈团风渡过长江，攻占武汉。

### 中华人民共和国
中华人民共和国成立后，郑效峰出任武汉警备区政治部主任，兼中南军区公安军第九师政委。1955年，担任中南军区公安军干部部长。同年，被授予少将军衔，荣获二级八一勋章、二级独立自由勋章和二级解放勋章。1958年8月，入北京高等军事学院。毕业后，1961年12月，任长沙工程兵学院副院长。
文化大革命期间，郑效峰被关押入狱。1973年11月，恢复工作；1973年12月，担任任湖南省军区政委（当时第一政委为华国锋）。1974年1月，增补他与李克为湖南省军区党委常委（第一书记为华国锋）。1975年7月，调任山西省军区政委。1978年，当选为山西省人大常委会副主任及第五届全国人民代表大会代表。1981年7月退休。1988年被中央军委授予一级红星功勋荣誉章。1993年11月1日，郑效峰在广东广州病逝，终年77岁。